# Psalmen van Salomo (pseudepigraaf)
Psalmen van Salomo is een verzameling van 18 liederen, die elk de literaire vorm hebben van een psalm. De liederen zijn geschreven door een groep Joden rond het begin van de christelijke jaartelling en zijn op naam de naam van Salomo gezet. De Psalmen van Salomo zijn opgenomen in de Septuagint en daarom wordt het soms genoemd als een van de apocriefen van het Oude Testament. Het is in het westerse christendom, evenals in het Jodendom, echter nooit als canoniek aanvaard. In het wetenschappelijk onderzoek wordt het boek tegenwoordig gerekend bij de pseudepigrafen van het Oude Testament.

## Inhoud
De 18 psalmen weerspiegelen de reactie van een groep Joden op de inname van Jeruzalem door de Romeinen (63 v. Chr.). De inname van de stad wordt in de psalmen betreurd en uitgelegd als een oordeel van God over de goddeloosheid van de Joodse staat onder de Hasmoneeën. De laatste twee psalmen bezingen de hoop op een messias in de lijn van koning David. De zeventiende psalm uit de collectie vertoont parallellen met psalm 72, een van de psalmen op naam van Salomo uit de Hebreeuwse Bijbel en mogelijk heeft deze verwantschap de aanleiding gevormd alle 18 psalmen op naam van Salomo te zetten. Omdat de messiasverwachting die in de zeventiende psalm naar voren komt parallellen vertoont met hoe Jezus in het Nieuwe Testament wordt beschreven, is deze psalm onder christenen de meest bekende uit het boek Psalmen van Salomo.

## Tekstgeschiedenis
Op grond van taalkundige aspecten (in het bijzonder de zinsbouw) van de psalmen, neemt men aan dat de liederen oorspronkelijk in het Hebreeuws geschreven zijn. Het boek is echter alleen bekend in Griekse en Syrische vertaling.
In oude handschriften van de Septuagint ontbreekt het boek, al was het oorspronkelijk wel als appendix aanwezig in de Codex Alexandrinus (5e eeuw), zoals blijkt uit de inhoudsopgave van de codex. Volgens sommigen hebben de psalmen oorspronkelijk ook in de Codex Sinaiticus gestaan, op een groep van twaalf pagina's die later verloren is gegaan, maar hierover bestaat minder eenstemmigheid.
Tegenwoordig zijn elf Griekse en vier Syrische manuscripten bekend met de tekst van de Psalmen van Salomo. Al deze manuscripten stammen uit de 10e tot 16e eeuw.

## Datering en herkomst
In het boek wordt gezinspeeld op verschillende duidelijk herkenbare historische gebeurtenissen. De laatst genoemde gebeurtenis in het boek is de dood van Pompeius (die in 63 v. Chr. Jeruzalem innam). Pompeius overleed in 48 v. Chr., zodat duidelijk is dat de psalmen pas na die tijd hun uiteindelijke vorm gekregen kunnen hebben, al is het mogelijk dat sommige psalmen uit de collectie al ouder zijn. Uit hoe er over de Joodse tempel in Jeruzalem wordt gesproken, is duidelijk dat het boek vóór de Joodse Oorlog (66-70) zijn uiteindelijke vorm had. Sommigen claimen bovendien dat Psalmen van Salomo 11:2-5 in de Griekse vertaling geciteerd wordt in Baruch 5:5-8 (vermoedelijk geschreven in de eerste eeuw na Chr.), maar hierover bestaat geen eenstemmigheid. Meestal dateert men de collectie in de tweede helft van de eerste eeuw v. Chr., hoewel sommigen eerder denken aan het begin van de eerste eeuw na Chr.
Het staat niet vast in welke Joodse groepering de psalmen ontstaan zijn. Omdat de psalmen getuigen van een kritische houding ten opzichte van de Hasmoneeën en omdat onder de Dode-Zeerollen geen fragmenten uit de psalmen zijn aangetroffen, denkt men daarbij meestal aan de Farizeeën. Maar ook de Essenen zijn in dat verband wel genoemd.